# Sepp Wildgruber
Josef Wildgruber detto Sepp (Oberaudorf, 1º gennaio 1959) è un ex sciatore alpino tedesco che gareggiò per la nazionale tedesca occidentale.

## Biografia
Specialista delle prove veloci, Sepp Wildgruber ottenne il primo risultato della sua carriera vincendo la medaglia di bronzo nella discesa libera agli Europei juniores di Kranjska Gora 1977 e il primo piazzamento di rilievo in Coppa del Mondo il 14 dicembre 1980 sulle nevi di Madonna di Campiglio, giungendo 15º in combinata. Ai XIV Giochi olimpici invernali di Sarajevo 1984, sua unica presenza olimpica, si classificò 7º nella discesa libera.
Nel corso del 1985 conquistò i suoi tre podi di carriera nel massimo circuito internazionale, dal primo del 2 marzo (2º nella discesa libera di Furano, alle spalle del canadese Todd Brooker) all'ultimo del 14 dicembre sulla Saslong della Val Gardena nella medesima specialità (3º dietro all'austriaco Peter Wirnsberger e allo svizzero Peter Müller); ai Mondiali di Bormio 1985 non completò la combinata e a quelli di Crans-Montana 1987 si classificò 10º nella discesa libera. L'ultimo piazzamento della sua carriera agonistica fu il 14º posto ottenuto nella discesa libera di Coppa del Mondo disputata a Val-d'Isère il 7 dicembre dello stesso anno.

## Palmarès

### Europei juniores
- 1 medaglia[1]:
  - 1 bronzo (discesa libera a Kranjska Gora 1977)

### Coppa del Mondo
- Miglior piazzamento in classifica generale: 28º nel 1985
- 3 podi (tutti in discesa libera):
  - 1 secondo posto
  - 2 terzi posti

### Campionati tedeschi
- 3 medaglie (dati parziali fino alla stagione 1985-1986)[2]:
  - 2 ori (discesa libera nel 1982; discesa libera nel 1985)
  - 1 bronzo (discesa libera nel 1986)